# Puntas de Maciel
Puntas de Maciel ist eine Ortschaft in Uruguay.

## Geographie
Sie befindet sich im westlichen Teil des Departamento Florida in dessen Sektor 11. Puntas de Maciel liegt einige Kilometer südöstlich von Goñi bzw. nördlich von Sarandí Grande in der Cuchilla de Maciel. Unmittelbar südöstlich des Ortes entspringt der Arroyo Tala, während westlich der Arroyo de la Chacra Vieja und wenige Kilometer nördlich der linksseitige Río-Yí-Nebenfluss Arroyo del Sauce ihre Quellen haben.

## Einwohner
Die Einwohnerzahl Puntas de Maciels beträgt 160 (Stand: 2011), davon 85 männliche und 75 weibliche.
| Jahr | Einwohner |
| ---- | --------- |
| 1963 | 157       |
| 1975 | 162       |
| 1985 | 139       |
| 1996 | 144       |
| 2004 | 164       |
| 2011 | 160       |